# Gila pulchra
Gila pulchra är en fiskart som först beskrevs av Girard, 1856.  Gila pulchra ingår i släktet Gila och familjen karpfiskar. Inga underarter finns listade i Catalogue of Life.